# Rhizophagus parallelocollis
Rhizophagus parallelocollis är en skalbaggsart som beskrevs av Leonard Gyllenhaal 1827. Rhizophagus parallelocollis ingår i släktet Rhizophagus, och familjen gråbaggar. Arten är reproducerande i Sverige.